# Vespasian Lungu
Vespasian Lungu (n. 21 iulie 1927, Costișa, România – d. 22 august 1994, Brăila, România) a fost un pictor român originar din Bucovina.

## Biografie
În anul 1949 și-a început serviciul militar la o unitate de grăniceri din  Brăila. Urmează în acest răstimp cursurile serale de la liceul "Nicolae Bălcescu" din Brăila, apoi cursurile Școlii Populare de Artă  Brăila, secția de artă plastică, pe care o încheie în anul 1959. Continuă apoi studiul picturii la Institutul de Arte Plastice "Nicolae Grigorescu" din  București, pe care le absolvă în 1968. După absolvire, prin repartiție guvernamentală, va munci la Școala  Populară de Artă din Brăila, care astăzi îi poartă numele. 
În anii ce au urmat, a organizat numeroase tabere de creație, în țară și peste hotare, cu ocazia cărora participanții, de obicei tineri, au putut realiza lucrări proprii, expuse în cadrul expozițiilor.  
În anii 80, pictorul Vespasian Lungu avut o relație apropiată, de prietenie, cu filosoful Constantin Noica, căruia i-a pictat celebra frescă cu Zimbri de la etajul „Vilei 12”, astăzi Cabana Noica din Păltiniș. Despre frescă și despre relația  cu pictorul, Noica avea să spună: 
Casa noastră nu este a noastră. Este a prietenilor noștri - și a lumii. Șade frumos, atunci, să spunem ceva altora prin casa noastră, așa cum prin portul nostru, prin chipul nostru și prin cuvinte comunicăm ceva altora. ... Am cerut unui prieten, pictorul și profesorul Vespasian Lungu, să-mi trimită un elev de-al său care să picteze câțiva bizoni. Prietenul meu a avut o reacție extraordinară: a înțeles atât de bine gândul meu încât s-a hotărât să-mi picteze el însuși bizonii. Dar nu s-a mărginit la atât, ci, preluîndu-mi artisticește gândul, l-a repovestit pe zidurile scorojite ale mansardei – unde știa bine că opera sa nu va dura decât câțiva ani - și mi l-a restituit ca în folclor, cu sporul inventivității sale artistice. ... Pe cei trei pereți, ca pe trei mari panouri, Vespasian Lungu a schițat un fel de Geneză a comunităților din sânul lumii. ... împletind măiestria sa cu gândul meu frust, spus tuturor tinerilor ce vin să mă vadă, cum că trebuie să ieșim, în viață, din timpul rotitor, spre a ne prinde, fiecare pe măsura sa, în timpul rostitor al devenirii întru  ființă. Îți mulțumesc, Vespasian Lungu.

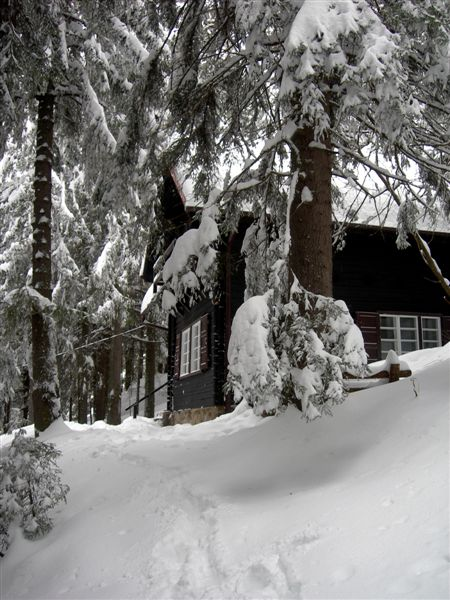
„Vila 12“, cabana din Păltiniș unde pictorul Vespasian Lungu i-a realizat fresca cu zimbri lui Noica.

S-a pensionat la 60 de ani, în 1987, rămânând în  Brăila, unde a continuat să picteze, bucurându-se de recunoaștere atât pentru activitatea sa de creator, cât și pentru aceea de mentor artistic. Moartea sa a survenit prin înec, la 7 ani după pensionare, pe când se afla într-o tabără de creație amenajată pe malul Dunării, între cele două insule ale  Brăilei. În memoria sa, până azi, s-au organizat numeroase concursuri de creație în arta plastică. 

## Expoziții personale
- 1966, Rădăuti, Muzeul etnografic
- 1967, Radauti, Muzeul etnografic
- 1968, București, Sala Kalinderu
- 1970, Brăila, Muzeul de artă
- 1971, Suceava, Casa de cultură
- 1974, Bucuresti, Galeriile de artă "Amfora"
- 1975, Braila, Muzeul de artă
- 1977, Făurei, Casa de cultură
- 1977, Galați, Galeriile de artă
- 1978, Suceava, Galeriile de artă
- 1978, Botoșani, Muzeul de artă
- 1985, București, Galeriile "Galateea"
- 1989, Brăila, Galeriile de artă
- 1989, București, Teatrul Foarte Mic
- 1990, Chișinau, Galeriile de arta ale U.A.P
- 1992, Suceava, Muzeul Bucovinei
- 1992, Rădăuți, Muzeul etnografic
- 1992, Fălticeni, Muzeul de artă "Ion Irimescu"
- 1992, Piatra Neamt, Muzeul de artă
- 1992, Bacău, Centrul internațional de artă "George Apostu"
- 1993, Muzeul "Mihai Eminescu" (Expoziția din 1992-1993 a fost itinerantă);
- 1994, București, Galeriile de artă ale municipiului București.